# توم سميث (لاعب كرة قدم بريطاني)
توم سميث (بالإنجليزية: Tom Smith)‏ (12 أكتوبر 1973 بغلاسكو في المملكة المتحدة - ) هو لاعب كرة قدم بريطاني في مركز الدفاع. لعب مع نادي بارتيك ثيسل ونادي هيبرنيان ونادي آير يونايتد ونادي كلايدبانك ‏.

## وصلات خارجية
- توم سميث على موقع قاعدة بيانات كرة القدم.إي يو (الإنجليزية)
- توم سميث على موقع Soccerbase.com (لاعب) (الإنجليزية)